# Italian Carnaval 2 - Sanremo Dance
Italian Carnaval 2 - Sanremo Dance è un album degli Italian Disco Dance, pubblicato nel 1985 da Duck Record in formato LP e musicassetta e distribuito da Dischi Ricordi.